# Byttneria aculeata
Byttneria aculeata là một loài thực vật có hoa trong họ Cẩm quỳ. Loài này được (Jacq.) Jacq. mô tả khoa học đầu tiên năm 1763.